# 658 TCN
658 TCN là một năm trong lịch La Mã.